# Dimitrios Saravakos
Dimitrios Saravakos (griechisch Δημήτριος Σαραβάκος, * 29. Juli 1961 in Athen) ist ein ehemaliger griechischer Fußballspieler.
Dimitrios Saravakos begann seine Karriere beim griechischen Erstligisten Panionios Athen bei dem bereits in den 1950er und 1960er Jahren sein Vater Athanasios Saravakos unter Vertrag stand. Bei Panionios kam Dimitrios Saravakos auf insgesamt 142 Einsätze und erzielte dabei 35 Tore. 1979 gewann er den griechischen Vereinspokal und wechselte schließlich im Sommer 1984 zu Panathinaikos Athen. Bei Panathinaikos spielte Saravakos für eine Dekade (1984–1994) und entwickelte sich zu einem der beliebtesten Spieler der Vereinsgeschichte. Neben drei Meisterschaften (1986, 1990, 1991) gewann Saravakos auch sechsmal den griechischen Pokal (1986, 1988, 1989, 1991, 1993, 1994). In diesem Zeitraum stieg Saravakos zu einem der bekanntesten Spieler der griechischen Fußballgeschichte auf und machte auch auf europäischer Bühne auf sich aufmerksam. So kam es, dass der italienische Spitzenverein Juventus Turin zu Beginn der 1990er Jahre Panathinaikos ein Angebot für die Verpflichtung des Spielers unterbreitete. Der damalige Vereinspräsident Athens G. Vardinogiannis lehnte jedoch ab und so blieb Saravakos eine Karriere im Ausland verwehrt. 1994 wechselte Saravakos nach 239 Spielen und 124 Toren für Panathinaikos zu AEK Athen, wo er 1996 und 1997 wiederholt den Pokal gewinnen konnte. 1997 kehrte der Spieler zu Panathinaikos zurück und beendete dort seine Karriere. In seiner gesamten Karriere kam Saravakos auf 442 Spiele in der höchsten griechischen Spielklasse und erzielte dabei 184 Tore.
Dimitrios Saravakos war über Jahre ein fester Bestandteil der Griechischen Fußballnationalmannschaft. Sein Länderspieldebüt gab er am 1. Dezember 1982 bei einem Spiel gegen die Schweiz. Am 10. Oktober 1991 schaffte Saravakos das Kunststück bei einer Begegnung gegen Ägypten, die 6-1 endete, fünf Tore zu schießen. Bei der Nationalmannschaft kam Saravakos auf 78 Einsätze und 22 Tore. Höhepunkt seiner Nationalmannschaftskarriere war die Teilnahme an der Weltmeisterschaft 1994 in den Vereinigten Staaten.
Dimitris Saravakos spielte auf der Position des Stürmers und wird als einer der besten griechischen Fußballspieler aller Zeiten betrachtet.
Heute ist Saravakos ein Gastronom und spielt für die griechische Beachsoccer-Nationalmannschaft.

## Erfolge
- Griechischer Meister: 1985/86, 1989/90, 1990/91
- Griechischer Pokalsieger: 1978/79, 1985/86, 1987/88, 1988/89, 1990/91, 1992/93, 1993/94, 1995/96, 1996/97
- Griechischer Supercupsieger: 1988, 1993

## Auszeichnungen
- Torschützenkönig der griechischen Liga: 1991